# Нурымов, Ибрагим
Ибрагим Нурымов (каз. Ыбырайым Нұрымов; 1895 год, аул Урангай — 1959) — советский животновод, старший табунщик колхоза «Кзыл-Ту» Туркестанского района Южно-Казахстанской области, Казахская ССР. Герой Социалистического Труда (1948).
Родился в 1895 году в селе Урангай Ташкентского уезда Сырдарьинской области (ныне в составе города Туркестан Южно-Казхастанской области Казахстана).
С 1929 года работал скотником, табунщиком, старшим табунщиком в колхозе «Кзыл-Ту» (позднее — имени Джамбула) Туркестанского района. Проработал в этом колхозе в течение более сорока лет.
В 1947 году вырастил при табунном содержании 56 жеребят от 56 кобыл. Указом Президиума Верховного Совета СССР от 23 июля 1948 года за получение высокой продуктивности животноводства в 1947 году при выполнении колхозом обязательных поставок сельскохозяйственных продуктов и плана развития животноводства Ибрагиму Нурымову присвоено звание Героя Социалистического Труда с вручением ордена Ленина и золотой медали «Серп и Молот».
Награды
- Медаль «Серп и Молот» (23.07.1948)
- Орден Ленина (23.07.1948)